# Pedro Ochoa
Pedro Ochoa Baigorri (Avellaneda, 22 febbraio 1900 – Tandil, 5 settembre 1947) è stato un calciatore argentino, di ruolo attaccante.

## Caratteristiche tecniche
Pedro Ochoa giocava come interno destro. La sua principale caratteristica era la grande abilità nel dribbling, che lo rese uno dei giocatori più amati d'Argentina negli anni 1920. Destro naturale, Ochoa era in possesso di un affinato controllo di palla, che gli permetteva di evitare gli avversari, e di una buona propensione al gol. Alle doti tecniche s'aggiungevano quelle tattiche: grazie alla sua visione di gioco e alla sua capacità di creare superiorità numerica per la propria squadra, Ochoa fu uno dei principali elementi del Racing Club degli anni '20, divenendone un punto fermo. Le sue capacità furono omaggiate dal cantante Carlos Gardel, che lo citò in uno dei suoi tango, intitolato Patadura.

## Carriera

### Club
Entrato nel settore giovanile del Racing nel 1913, fu promosso in prima squadra nel 1916, anno in cui la formazione di Avellaneda vinse la Copa Campeonato. Gli inizi videro alcune difficoltà, ma Ochoa seppe comunque entrare nell'undici titolare del Racing, una volta guadagnatasi la fiducia dei dirigenti grazie alle sue abilità. Partecipò ad altre due vittorie della Copa Campeonato (1917 e 1918) come comprimario e ai tre successi nella Primera División della Asociación Amateurs de Football come titolare. Nel 1931 giocò la prima edizione del campionato professionistico argentino, organizzato dalla Liga Argentina de Football, ma era alla fine della sua carriera, e giocò 5 delle 34 partite del torneo, realizzando due reti (contro Platense alla 2ª giornata e Vélez alla 4ª giornata). Conta in tutto 91 gol con il Racing Club.

### Nazionale
Convocato per il Campeonato Sudamericano del 1927,  Ochoa debuttò in Nazionale il 30 ottobre 1927 contro la Bolivia. Quell'incontro fu l'unico che disputò nel corso del Sudamericano; subì infatti un infortunio e fu sostituito per il resto del torneo da José Maglio. Il 1º aprile 1928 giocò l'amichevole contro il Portogallo, tenutasi a Lisbona, all'Estádio da Luz. Nel 1928 tornò a far parte dei convocati dell'Argentina: il commissario tecnico José Lago Millán lo chiamò per integrare la rosa dei partecipanti a Amsterdam 1928. In tale competizione, però, non debuttò mai.

## Statistiche

### Cronologia presenze e reti in nazionale
| Cronologia completa delle presenze e delle reti in nazionale ― Argentina | Cronologia completa delle presenze e delle reti in nazionale ― Argentina | Cronologia completa delle presenze e delle reti in nazionale ― Argentina | Cronologia completa delle presenze e delle reti in nazionale ― Argentina | Cronologia completa delle presenze e delle reti in nazionale ― Argentina | Cronologia completa delle presenze e delle reti in nazionale ― Argentina | Cronologia completa delle presenze e delle reti in nazionale ― Argentina | Cronologia completa delle presenze e delle reti in nazionale ― Argentina |
| Data                                                                     | Città                                                                    | In casa                                                                  | Risultato                                                                | Ospiti                                                                   | Competizione                                                             | Reti                                                                     | Note                                                                     |
| ------------------------------------------------------------------------ | ------------------------------------------------------------------------ | ------------------------------------------------------------------------ | ------------------------------------------------------------------------ | ------------------------------------------------------------------------ | ------------------------------------------------------------------------ | ------------------------------------------------------------------------ | ------------------------------------------------------------------------ |
| 30/10/1927                                                               | Lima\|Lima (Perù)\|Lima                                                  | Argentina                                                                | 7 – 1                                                                    | Bolivia                                                                  | Campeonato Sudamericano de Football                                      | 0                                                                        |                                                                          |
| 01/04/1928                                                               | Lisbona                                                                  | Portogallo                                                               | 0 – 0                                                                    | Argentina                                                                | Amichevole                                                               | 0                                                                        |                                                                          |
| Totale                                                                   |                                                                          | Presenze                                                                 | 2                                                                        |                                                                          | Reti                                                                     | 0                                                                        |                                                                          |

## Palmarès

### Club
- Copa Campeonato: 3

Racing Club: 1916, 1917, 1918
- Copa Ibarguren: 3

Racing Club: 1916, 1917, 1918
- Copa de Honor Municipalidad de Buenos Aires: 1

Racing Club: 1917
- Primera División (AAm): 3

Racing Club: 1919, 1921, 1925

### Nazionale
- Campeonato Sudamericano de Football: 1

Perù 1927
- Argento olimpico: 1

Amsterdam 1928